# Cartoon Darkness
Cartoon Darkness ist das dritte Studioalbum der australischen Rockband Amyl and the Sniffers, das im Oktober 2024 erschien.

## Entstehung
Die ersten Ideen für das Album wurden in einem Studio in Melbourne zusammengetragen, welches der Bandmanager eingerichtet hatte. Über den Zeitraum von einem Jahr gingen die Musiker an drei bis vier Tagen in der Woche ins Studio und nahmen Demos auf, die laut dem Gitarristen Bryce Wilson eine „beschissene“ Qualität hatten, weil im Studio nur ein paar Mikrofone zur Verfügung standen. Anschließend reiste die Band nach Los Angeles, um innerhalb von einer Woche die Vorproduktion durchzuführen. Aufgenommen wurde das Album im Tonstudio 606 West, welches der Band Foo Fighters gehört. Produziert wurde Cartoon Darkness von Nick Launay, der zuvor mit australischen Bands wie INXS oder Midnight Oil zusammengearbeitet hatte. Musikvideos wurden für die Lieder U Should Not Be Doing That, Chewing Gum, Big Dreams, Jerkin’ veröffentlicht.
Laut der Sängerin Amy Taylor geht es auf dem Album um die Klimakrise, Krieg, Künstliche Intelligenz und den Einfluss der Digitalisierung und der sozialen Medien auf die Gesellschaft. Die Menschen würden einfach passiv Ablenkungen runterschlingen, die weder Vergnügen, Sensation oder Freude verursachen, sondern nur für Taubheit sorgen.

## Veröffentlichung
Die Erstveröffentlichung von Cartoon Darkness erfolgte am 25. Oktober 2024 bei Rough Trade Records. Das Album erschien in seiner Originalausführung als CD (Katalognummer: RT0510CD), Download (Katalognummer: 24UMGIM87380), LP (Katalognummer:  RT0510LP) und Streaming (Katalognummer: 24UMGIM87380) mit 13 Titeln.

## Titelliste
1. Jerkin’ – 2:08
2. Chewing Gum – 3:20
3. Tiny Bikini – 2:14
4. Big Dreams – 3:11
5. It’s Mine – 1:37
6. Motorbike Song – 2:24
7. Doing in Me Head – 3:01
8. Pigs – 2:23
9. Bailing on Me – 2:41
10. U Should Not Be Doing That – 3:26
11. Do It Do It – 2:26
12. Going Somewhere – 2:49
13. Me and the Girls – 2:08

## Rezensionen
Das deutsche Magazin Visions kürte Cartoon Darkness zum Album des Monats. Laut Stefan Reuter wird „es eine helle Freude sein, der Band dabei zuzusehen, wie sie die großen Bühnen mit ihren charmanten Schimpftiraden erobern“. Mark Sutherland vom britischen Magazin Kerrang beschrieb Cartoon Darkness als ein „sofort unwiderstehliches“ Album, das „freimütig, furchtlos, lustig und fantastisch“ ist, dessen „gewaltiger Sound die Band an die Spitze des Eukalyptusbaums des Rock katapultieren wird“. Sutherland vergab fünf von fünf Punkten. Neil Z. Yeung vom Onlinemagazin Allmusic bezeichnete das Album als „schwitzigen Nervenkitzel, der geeignet ist für ausgelassene Feiern, zu schnelles Fahren und Dinge nur aus Spaß zu verschrotten“. Yeung vergab vier von fünf Punkten.
Das britische Magazin Kerrang führte Cartoon Darkness auf Platz drei ihrer Liste der 50 besten Alben des Jahres 2024. Das deutsche Magazin Visions führte Cartoon Darkness ebenfalls auf Platz drei ihrer Liste der 50 besten Alben des Jahres sowie Big Dreams auf Platz eins der 25 besten Musikvideos des Jahres.

## Chartplatzierungen
Cartoon Darkness erreichte wie das Vorgängeralbum Comfort to Me Platz zwei der australischen Albumcharts. In Deutschland und dem Vereinigten Königreich erreichte die Band erstmals Top-10-Platzierungen. In Österreich und den Vereinigten Staaten erreichten Amyl and the Sniffers erstmals eine Chartplatzierung. In Deutschland belegte es zudem Rang 17 der Vinylcharts.
| ChartsChartplatzierungen       | Höchstplatzierung | Wochen |
| ------------------------------ | ----------------- | ------ |
| Australien (ARIA)              | 2 (2 Wo.)         | 2      |
| Deutschland (GfK)              | 9 (1 Wo.)         | 1      |
| Österreich (Ö3)                | 37 (1 Wo.)        | 1      |
| Schweiz (IFPI)                 | 45 (1 Wo.)        | 1      |
| Vereinigte Staaten (Billboard) | 196 (1 Wo.)       | 1      |
| Vereinigtes Königreich (OCC)   | 9 (1 Wo.)         | 1      |